# Кирино (Тужинский район)
Кирино — упразднённая в 2018 году деревня в Тужинском районе Кировской области России. Входила в состав Ныровского сельского поселения.

## География
Деревня находится в юго-западной части области, в подзоне южной тайги, в реке Ныр к востоку от автодороги Р176, на расстоянии приблизительно 8 километров (по прямой) к юго-юго-востоку (SSE) от посёлка городского типа Тужи, административного центра района.
Абсолютная высота — 127 метров над уровнем моря.

## Климат
Климат характеризуется как континентальный, с продолжительной холодной многоснежной зимой и умеренно тёплым летом. Среднегодовая температура — 3 °C. Вегетационный период продолжается 157—167 дней, из которых 122—130 дней бывает со среднесуточной температурой воздуха выше 10 °C. Годовое количество атмосферных осадков — 450 мм, из которых около 260—300 мм выпадает в период вегитации. Снежный покров держится в течение 165 дней.

## История
Снята с учёта 21.12.2018.

## Население
| 2010 |
| ---- |
| 0    |

## Инфраструктура
Было личное подсобное хозяйство.

## Транспорт
Выезд на автодорогу «Вятка».